# 王旴
王 旴（おう く、生没年不詳）は、前漢の武帝が紀元前108年に朝鮮半島に設置した植民地である楽浪郡の漢人官人。楽浪太守の五官の職にあった。楽浪郡の郡治に土着化した中規模勢力の一族とみられる。

## 概要
王旴は、1925年に東京帝国大学文学部が北朝鮮平壌特別市楽浪区域から発掘した大同石厳里第205号墳（王旴墓）の被葬者である。墳墓からは、「五官掾王旴印」「王旴印信」と刻印された木製両面印、四葉座内行花文鏡、細線式獣帯鏡、「永平十二年」という紀年銘をもつ漆器、広口短頸壺が出土し、被葬者が「五官掾」という官職をもつ王旴であることが判明した。「五官掾」は郡の太守の属官である。以上から、楽浪郡は漢の郡県制を基礎とする社会で、太守以下多くの官人による官僚制を施行、法的秩序を通じた支配をおこない、郡県支配を担当する下級官人は漢の中央政府から派遣されるのではなく、土着の豪族を採用していた。